# حكومة عبد الله حمدوك
أعلن الدكتور عبد الله حمدوك رئيس الوزراء السوداني السابق في 5 سبتمبر 2019 أن حكومته ضمت 18 وزيرا من بينهم 4 من النساء تقلدن وزارات الخارجية، العمل والتنمية الاجتماعية، التعليم العالي، والشباب والرياضة.

## قائمة وزراء الحكومة السودانية

### أسماء وزراء الحكومة السودانية الانتقالية الجديدة
| الرقم | الإسم                       | الوزارة                           | نبذه عن رئيس الوزراء                                                                 |
| ----- | --------------------------- | --------------------------------- | ------------------------------------------------------------------------------------ |
| 1     | نصر الدين عبد الباري        | وزير العدل                        | - أكاديمي ومستشار مستقل في القانون الدولي والقانون الدستوري.                         |
| 2     | أكرم علي التوم              | وزير الصحة                        | - أهم إنجازاته صياغة إستراتيجية الصحة للقارة الأفريقية 2016 - 2030                   |
| 3     | ياسر عباس                   | وزير الري والموارد المائية        | - عمل خبيراً بالأمم المتحدة في أديس أبابا.                                            |
| 4     | إنتصار صغيرون               | وزير التعليم العالي والبحث العلمي | - دكتوراة في الآثار بجامعة الخرطوم ونالت بكالوريوس الآثار مع مرتبة الشرف.            |
| 5     | فيصل محمد صالح              | وزير الثقافة والإعلام             | - نال ماجستير الدراسات الصحافية من كارديف ويلز بالمملكة المتحدة.                     |
| 6     | عادل علي إبراهيم            | وزير الطاقة والتعدين              | - تلقى تدريبات متقدمة وفق أفضل معايير الممارسات العالمية في المسائل المتعلقة بالنفط. |
| 7     | عمر مانيس                   | وزير رئاسة مجلس الوزراء           | - عمل 34 عاماً دبلوماسياً بوزارة الخارجية السودانية 1979-2013                          |
| 8     | أسماء محمد عبد الله         | وزيرة الخارجية                    | - أول سيدة تلتحق بوزارة الخارجية السودانية في عام 1971                               |
| 9     | إبراهيم البدوي              | وزير المالية                      | - خبير في أبحاث السلام وإعادة بناء اقتصادات ما بعد الحروب الأهلية.                   |
| 10    | ولاء عصام البوشي            | وزيرة الشباب والرياضة             | - تم اختيارها لزمالة مانديلا للقادة الشباب الأفارقة.                                 |
| 11    | مدني عباس مدني              | وزير التجارة والصناعة             | - كان مرشحا لوزارة رئاسة مجلس الوزراء.                                               |
| 12    | نصر الدين مفرح              | وزير الشؤون الدينية والأوقاف      | - إمام مسجد الأنصار بربك بولاية النيل الأبيض.                                        |
| 13    | البروفيسر محمد الأمين التوم | وزير التربية والتعليم             | - شارك في تأسيس (المعهد الأفريقي للرياضيات).                                         |
| 14    | يوسف أدم الضي               | وزير الحكم الإتحادي               | - عمل في وزارة الحكم المحلي بجنوب كردفان.                                            |
| 15    | لينا الشيخ                  | وزيرة التنمية الإجتماعية          | - إستشارية لدى مكتب إتفاق الأمم المتحدة العالمي بنيويورك.                            |
| 16    | عيسى عثمان شريف             | وزير الزراعة والموارد الطبيعية    | - متخصص في الاقتصاد الزراعي.                                                         |
| 17    | الفريق شرطة الطريفي إدريس   | وزير الداخلية                     | - كان يشغل منصب نائب مدير قوات الشرطة والمفتش العام .                                |
| 18    | الفريق أول ركن جمال عمر     | وزير الدفاع                       | - تمت ترقيته لرتبة فريق بعد سقوط نظام عمر البشير.                                    |